# キャプテン川淵の行こうぜ!オレたちのニッポン
キャプテン川淵の行こうぜ!オレたちのニッポン（キャプテンかわぶちのいこうぜオレたちのニッポン）はニッポン放送で2002年10月から2008年6月23日まで放送していたトーク番組である。

## 概要
毎週スポーツ関連のプレイヤー、評論家など各界の著名人を迎えてサッカーに対する建設的意見の交わしあい、またゲストの近況などを話し合ったりするトーク番組で、当時日本サッカー協会の会長であった川淵の冠番組である。また番組の最後には「キャプテン・ファイル」として川淵がスポーツに対する意見・感想などを述べるが、エンディングトークはなく、そのまま番組は終了する（放送開始当初には必ずエンディングトークがあった）。日本サッカー協会の規定（会長選出時に70歳未満であること）により川淵が会長職を退任したため、2008年6月23日に終了した。

## 出演者

### パーソナリティ
- 川淵三郎 - 当時日本サッカー協会キャプテン（会長）

### アシスタント

#### 放送終了時点
- 斉藤典子（フリーアナウンサー） - 2005年10月 - 2008年6月

#### 過去
全員放送当時ニッポン放送アナウンサー
- 山本まゆ子 - 2002年10月 - 2003年9月（一時期別のアナウンサーがアシストしていたことあり）
- 増田みのり - 2003年10月 - 2004年9月
- 新保友映 - 2004年10月 - 2005年1月
- 川野良子 - 2005年1月 - 2005年3月
- 田代優美 - 2005年4月 - 2005年9月

## 放送時間

### 放送終了時点
- 月曜 18:35 - 18:45 - 2008年4月 - 2008年6月23日

### 過去
いずれもJST
- 月曜 18:15 - 18:45 - 2002年10月 - 2003年9月[1]
- 月曜 19:00 - 19:30 - 2004年4月 - 2004年9月、2005年4月 - 2005年9月、2006年4月 - 2006年9月、2007年4月 - 2007年9月
- 日曜 20:30 - 21:00 - 2006年10月 - 2007年3月
- 土曜 21:00 - 21:30 - 2007年10月 - 2008年3月
- 月曜 18:35 - 18:45 - 2008年4月 - 2008年6月23日[2]

| 放送地域 | 放送局     | 放送時間                                | 放送期間                                                             | 備考                                         |
| -------- | ---------- | --------------------------------------- | -------------------------------------------------------------------- | -------------------------------------------- |
| 栃木県   | 栃木放送   | 木曜 20:10 - 20:40                      | 2002年10月 - 2003年3月                                               | 『ショウアップナイターニュース』にて内包     |
| 茨城県   | 茨城放送   | 木曜 20:10 - 20:40                      | 2002年10月 - 2003年3月                                               | 『ショウアップナイターニュース』にて内包     |
| 沖縄県   | ラジオ沖縄 | 木曜 20:10 - 20:40                      | 2002年10月 - 2003年3月                                               | 『ショウアップナイターニュース』にて内包     |
| 秋田県   | 秋田放送   | 土曜 19:00 - 19:30 土曜 20：30 - 21：00 | 2003年10月 - 2004年3月 2004年10月 - 2005年3月 2005年10月 - 2006年3月 | 『サタデーソングコレクション』とセットネット |
| 山形県   | 山形放送   | 土曜 19:00 - 19:30 土曜 20：30 - 21：00 | 2003年10月 - 2004年3月 2004年10月 - 2005年3月 2005年10月 - 2006年3月 | 『サタデーソングコレクション』とセットネット |
| 福島県   | ラジオ福島 | 土曜 19:00 - 19:30 土曜 20：30 - 21：00 | 2003年10月 - 2004年3月 2004年10月 - 2005年3月 2005年10月 - 2006年3月 | 『サタデーソングコレクション』とセットネット |
| 山梨県   | 山梨放送   | 土曜 19:00 - 19:30 土曜 20：30 - 21：00 | 2003年10月 - 2004年3月 2004年10月 - 2005年3月 2005年10月 - 2006年3月 | 『サタデーソングコレクション』とセットネット |
| 富山県   | 北日本放送 | 土曜 19:00 - 19:30 土曜 20：30 - 21：00 | 2003年10月 - 2004年3月 2004年10月 - 2005年3月 2005年10月 - 2006年3月 | 『サタデーソングコレクション』とセットネット |